# Wohn- und Wirtschaftsgebäude Hiddigwarder Straße 41
Das Wohn- und Wirtschaftsgebäude Hiddigwarder Straße 41 (Bundesstraße 212) im niedersächsischen Berne-Hiddigwarden an der Ollen in dem Landkreis Wesermarsch, stammt aus dem 19. Jahrhundert.
Aktuell (2023) wird es wohl landwirtschaftlich genutzt.
Das Gebäude steht unter Denkmalschutz (siehe auch Liste der Baudenkmale in Berne).

## Beschreibung
Das eingeschossige giebelständige unsanierte Wohn- und Wirtschaftsgebäude als Zweiständer-Hallenhaus mit Backsteinaußenmauern, reetgedecktem Krüppelwalmdach, Niedersachsengiebeln sowie Groote Door und seitlichem Stallanbau mit Flachdach stammt wohl aus der Zeit um 1870/1880 und war vermutlich ein Heuerhaus.
Das Landesdenkmalamt befand, es habe „… als Teil der Gruppe ‚Hofanlagen Hiddigwarden‘ eine geschichtliche und städtebauliche Bedeutung … .“